# 見入山観音堂
見入山観音堂（みいりさんかんのんどう）は、青森県西津軽郡深浦町追良瀬にある寺院。
深浦町奥入瀬坂下から南に向かい、奥入瀬川に沿う林道を5kmほど行った山奥に、松原集落がある。集落に入る300m手前の左かたに、50mほどあろうかという岩山がそそり立っている。その断崖の突端近く、渓流を見下ろす洞窟に見入山観音堂はおさまっている。

## 観音堂

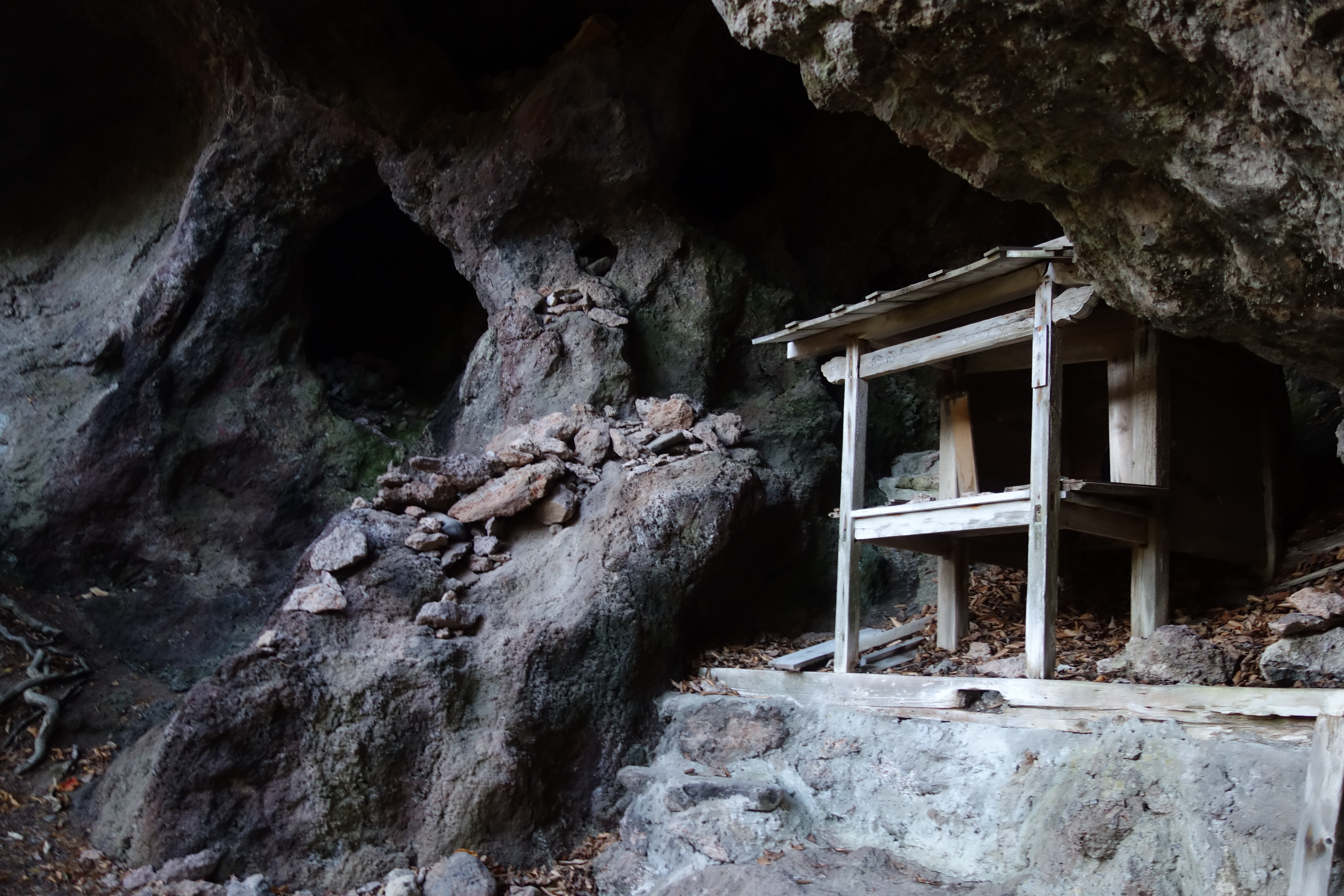
不動堂と胎内くぐり

見入山観音堂は津軽三十三観音霊場に指定されている。宝永年間（1673年-1681年）から延享3年（1746年）にかけては、松井四郎兵衛によって14番札所に指定されている。寛延4年（1751年）に弘前本町の甚五郎によって書かれた『寛延巡礼記』には、9番に指定されている。
見入山観音堂は2間に3間の舞台づくりである。窟のなかに、はめこむように建てられていた。別名「窟観音」のいわれである。本堂左に小堂が3宇。前には赤い岩の破片が沢山積み上げている。本堂裏には3尺四面の堂宇が建ち、小さな如意輪観世音像が安置されている。この岩屋の奥行きは9m程である。本堂には、如意輪観音と聖観音、地蔵菩薩像が祀られ、絵馬などが納められている。
新暦の9月15日が例祭である。本尊は智証大師の作である。御詠歌は「補陀洛や岸うつ沢は奥入瀬の 見入の山にひびく谷川」「深山路（みやまじ）や桧（ひ）原松原分け行けば やまと誓も深き谷山」である。

## 歴史

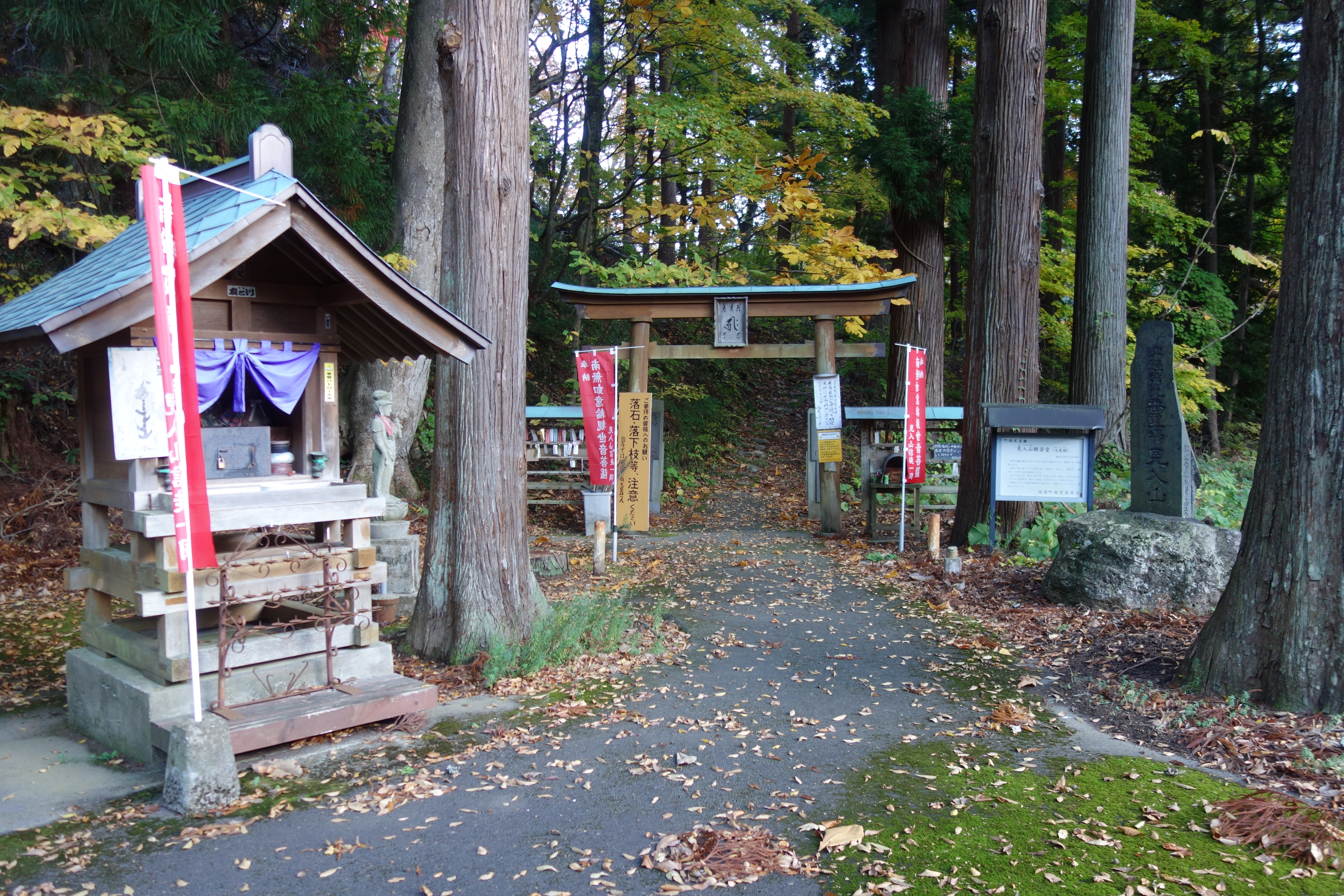
参道入口

室町時代の康栄3年（1344年）創建されたと伝えられる。明治初年まで古い棟札が残っていて、そのことが記されていた。一時は草案が結ばれたこともあったが、長く無住が続き、藩政時代には深浦円覚寺が寺務を執って山伏の修験場にあて、飛び地境内と呼んでいた。この縁から現在でも円覚寺が納経所になっている。『寛延巡礼記』によると、本尊は聖観音であってが、天明6年（1786年）以前から如意輪観音になった。数多い小宇堂には、毘沙門天、吉祥天、愛染明王、弁財天、不動明王、薬師如来、十二神将、地蔵菩薩などが祀ってあったといわれ、現在でもそうである。
明治初期に行われた神仏分離令でも、ここは純然たる仏堂であったため、何の影響も受けることがなく今に昔を伝えている。大正11年に巡礼たちが灯明を不始末して、観音堂を全焼してしまった。大正13年に再建して、いまにいたっている。再建にあたっては昔通りの様式にしたがったという。
康栄3年（1344年）の創建と伝えられているが、安政2年（1855年）の神社微細社司由緒調書上帳には智證大師作で創建不明とある。